# Ngozi Okobi-Okeoghene
Ngozi Sonia Okobi, född 14 december 1993, är en nigeriansk fotbollsspelare (mittfältare) som spelar för Eskilstuna United i Damallsvenskan.
Okobi spelar i Nigerias damlandslag och har representerat landet i både VM i Kanada år 2015 och VM i Frankrike år 2019. Hon har tidigare spelat i inhemska klubblaget Delta Queens FC.